# Compagnie de la France équinoxiale
La Compagnie de la France équinoxiale est une compagnie commerciale créée en août 1663 après l'échec de la Compagnie de Rouen en 1652, qui fut l'une des plus petites des Compagnies européennes fondées au XVIIe siècle. La première compagnie de la France équinoxiale qui a été fondée à Paris en 1651 eut aussi à connaître un échec en décembre 1653.

## Première compagnie de la France équinoxiale
Une première compagnie de la France équinoxiale ou de la Terre-Ferme d'Amérique a été fondée à Paris à la fin de l'année 1651 et obtenu du roi des lettres-patentes qui révoquaient celles qu'avaient obtenues la compagnie de Rouen. La compagnie de Rouen, voyant son privilège en passe de disparaître avait envoyé en février 1652 une compagnie d'une soixante d'hommes à Cayenne pour fonder un nouvel établissement sous la direction de Huet de Navarre. 
Parmi les associés de la nouvelle compagnie, il y avait un gentilhomme normand, nommé Roiville, un abbé de la Boulaye ancien intendant général de la marine sous le duc de Vendôme, l'abbé de Marivault et plusieurs autres gentilshommes ou bourgeois qui formèrent un fonds de huit mille écus. La compagnie a recruté quatre à cinq cents soldats et autant d'ouvriers qui embarqua au pont Rouge de Paris (qui se trouvait à l'emplacement de l'actuel pont Royal) le 18 mai 1652 et descendit la Seine jusqu'à Rouen. Pendant cette partie du voyage, l'abbé de Marivault se noya dans la Seine. La troupe fit son voyage sur deux bateaux partant du Havre sous la direction de Roiville et partit le 2 juillet 1652.
La propriété de la Guyane avait été concédée à douze associés comprenant de Bragelonne, de Vertamont, d'Esmanville, Isambert, de Ferrari, de Bar, de Villeneuve, de Bezou, du Plessis, les deux frères de Nuisemans et Ilebert. Les colons étaient les tenanciers. Pendant le voyage vers la Guyane, de Roiville s'opposa aux associés qui conspirèrent contre lui, et le tuèrent le 18 septembre. La troupe débarqua à Cayenne le 30 septembre 1652. Huet de Navarre qui commandait le fort pour la compagnie de Rouen se rendit aux premières sommations des nouveaux arrivés. La direction du fort est confiée à de Vertamont.
À peine débarqués, les premières dissensions vont apparaître entre les associés. Un complot est monté par Isambert avec trois autres associés. Le complot dénoncé, Isambert est condamné à mort et exécuté. Au complot entre associés s'ajoutait l'opposition des indiens qui attaquaient les colons en permanence, empêchant la mise en culture de la terre. de Vertamont jugeant l'installation impossible prit la fuite. Les Français qui restaient durent s'enfermer dans le Fort Cépérou sous la direction de Bragelonne, puis ils s'enfuirent le 27 décembre 1653 par une nuit sombre et arrivèrent au Suriname en 1654.
En octobre, quelques semaines après leur arrivée, sur une rivière proche, les colons français menés par le capitaine Duplessis capturent un petit navire anglais à bord duquel se trouvaient 14 esclaves s'exprimant dans une langue de base lexicale portugaise, et disant avoir tous été capturés sur la même plantation à "Fernanbouch" ,, sur fond de  première guerre anglo-néerlandaise.
Mal préparés et pénalisés par les erreurs des tentatives françaises précédentes, surdimensionnées et prosélytes, ces colons sont rapidement décimés par les fièvres et des guerres avec les Indiens Galibi. Les survivants fuient vers le Suriname le 27 décembre 1653, selon le témoignage publié en 1664, douze ans après, par l'un d'eux, le père Antoine Biet, pour aller à la Barbade puis leur destination finale, les Antilles françaises.

## Seconde compagnie de la France équinoxiale
Créée à Paris avec 20 actionnaires investissant 20 000 livres chacun, elle obtient une concession pour explorer la côte nord de l'Amérique du Sud entre l'Orénoque et l'Amazone ; on nomme comme gouverneur Joseph-Antoine Le Febvre de La Barre, qui devient plus tard gouverneur de la Guyane.
Les navires Le Brézé et Le Terrou lèvent ancre de La Rochelle pour Cayenne le 26 février 1664 avec 400 hommes à bord. Ils y arrivent le 11 mai.
La Guyane, alors occupée par les Néerlandais, est redonnée à la France quand les forces néerlandaises capitulent sans lutter devant celles du lieutenant général Alexandre de Prouville de Tracy. La situation des colons s'était améliorée pendant la domination néerlandaise, mais les nouveaux colons ne la trouvèrent pas satisfaisante. Ils demandèrent à être rapatriés, en France ou du moins aux îles du Salut. Ceux qui restent s'installent à Cayenne, Matoury et Sinnamary. 
La Compagnie des Indes Occidentales, créée la même année, envoie 160 hommes à Cayenne en février 1665. La colonie compte alors 1 060 hommes, 40 femmes blanches et 200 esclaves. Des forts sont créés sur le Caourou près de Kourou, à Sinnamary et à Camoripo (aujourd'hui la Montagne d'Argent).
Une guerre éclate entre les Anglais et les Néerlandais, les Anglais décident d'essayer de prendre possession du Surinam, territoire néerlandais, ainsi que de la Guyane, à l'est. Ils s'emparent du fort de Cépérou à Cayenne en 1667 et la Compagnie fait faillite. La guerre finit le 31 juillet avec la signature de la paix de Breda, mais la Guyane ne le sait que le 18 octobre.